# Courel
Courel is een plaats (freguesia) in de Portugese gemeente Barcelos en telt 518 inwoners (2001).